# Encyclopedia Dramatica
Encyclopedia Dramatica (o Encyclopædia Dramatica) è una enciclopedia satirica (come Uncyclopedia, anche se quest'ultima è meno cinica e cruenta) sul modello di Wikipedia, e creata anch'essa con il noto sistema wiki.
Il sito originale è stato chiuso senza preavviso dalla fondatrice Sherrod DeGrippo il 16 aprile 2011, venendo sostituito da un nuovo sito, Oh Internet. Il cambio di nome è stato usato per eliminare alcune delle caratteristiche del sito, quali turpiloquio o pornografia. Il cambiamento ha suscitato scontento generale nella comunità degli utenti del sito.
In seguito a questo alcuni fan, in aperto contrasto con la vecchia gestione, hanno riportato online Encyclopedia Dramatica con gran parte degli articoli originali, recuperati tramite archivi. Per via di alcuni problemi di registrazione il dominio è cambiato da .ch a .se fino a .es, il dominio utilizzato da settembre 2013. Il dominio precedente era .rs, ovvero della Repubblica di Serbia, .online è ora il dominio usato.

## Caratteristiche
Il sito, statunitense, e scritto con un linguaggio spesso marcatamente slang e politicamente scorretto, prende di mira tutti i grandi portali di Internet come la stessa Wikipedia in primis, Myspace, Facebook; tutte le fasce della subcultura giovanile, musicale e di costume come emo, goth, indie, Suicide Girls; alcuni tra i più celebri personaggi dell'attualità e del mondo mediatico; diversi aspetti della società, della religione, della scienza, della tecnologia. È una parodia online che raccoglie tutti i fenomeni della rete (forum, meme, pornografia, flamewars).

## Critiche
Il sito è stato, anche per questo, segnalato negativamente e tacciato di evidente volgarità: tra le "voci" di Encyclopedia Dramatica, infatti, sono presenti immagini forti o oscene, realizzate direttamente dagli utenti oppure estrapolate da alcuni shock site statunitensi più volte censurati. Il sito è stato anche accusato di razzismo e misoginia.